# Spirostreptus scaliger
Spirostreptus scaliger är en mångfotingart som beskrevs av Gerstaecker 1873. Spirostreptus scaliger ingår i släktet Spirostreptus och familjen Spirostreptidae. Inga underarter finns listade i Catalogue of Life.